# Абдалат Дејвис Фараж синдром
Абдалат Дејвис Фараж синдром облик факоматозе, болести централног нервног система праћена абнормалностима коже.

## Откриће
Стање је названо по групи медицинских стручњака који су је први описали, користећи појаву синдрома у породици из Јордана. Описао га је јордански доктор Аднан Абдалат 1980.

## Симптоми
Ова болест се одликује неуобичајеним пигментом коже који драстично одступа од генетике и расе болесника. Синдром се посматра као наслиједна аутосомална рецесивна генетска особина. Да би се ова болест појавила неопходно је да особа наслиједи ген за синдром од оба родитеља. Појављује се и код мушкараца и жена. Особе које наслиједе ген од само једног родитеља се сматрају носиоцима те не показују симптоме болести.
Најчешћи симптоми:
- Албинизам;
- Неуравнотежена пигментација коже;
- Изражена пјегичавост;
- Неосјетљивост на бол;
- Параплегија/Квадроплегија